# Tom Copa
Thomas James Copa, detto Tom (Robbinsdale, 30 ottobre 1964), è un ex cestista statunitense, professionista nella NBA e in Europa.

## Carriera
Con gli Stati Uniti ha disputato i Campionati americani del 1993.